# الکساندر هرد
الکساندر هرد (انگلیسی: Alexander Hurd؛ ۲۱ ژوئیه ۱۹۱۰ – ۲۸ مهٔ ۱۹۸۲ (۷۱ سال)) اسکیت‌باز سرعت اهل کانادا بود.